# 圣埃莱纳德哈穆斯
圣埃莱纳德哈穆斯，是西班牙卡斯蒂利亚-莱昂莱昂省的一个市镇。 总面积62平方公里，总人口1344人（001年），人口密度22人/平方公里。